# صلاة التهجد

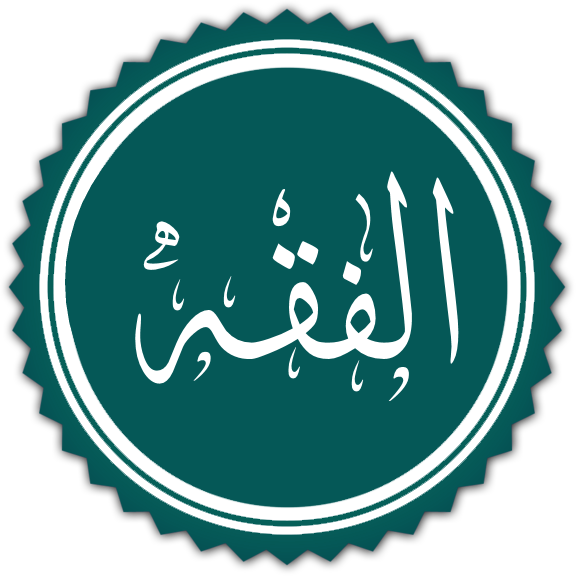

صلاة التهجد نوع من أنواع صلاة النفل، هي: الصلاة التي تبدأ من بعد صلاة العشاء إلى آخر الليل، ويفضل أن تكون في آخر الليل لمن تيسر له لقول النبي محمد: «من خاف أن لا يقوم من آخر الليل فليوتر أوله، ومن طمع أن يقوم آخر الليل فليوتر آخر الليل، فإن صلاة آخر الليل مشهودة وذلك أفضل.» ، ولقوله: «صلاة داوود كان ينام نصف الليل ويقوم ثلثه وينام سدسه، قال: وهي أفضل الصلاة.»

## صلاة التهجد
صلاة التهجد نوع من أنواع صلاة النفل المخصوص في الليل. وقد تطلق على التطوع بالنفل المطلق، أو المقيد. ومعنى: (تهجد) من الهجود وهو ترك النوم، بمعنى: الصلاة في الليل بعد نوم. وصلاة نافلة الليل تبدأ من بعد فعل صلاة فرض العشاء وما كان منها قبل نوم يسمى: صلاة (قيام الليل) وما كان بعد نوم فهو صلاة التهجد.